# Torrèle de Capbreton
La torrèle de Capbreton ou torèle de Capbreton (Torrèla de Cap Berton en gascon) est un grand bûcher allumé la nuit de Noël à Capbreton, commune du département français des Landes. Cette pratique de la Torrèle est inscrite à l'Inventaire du patrimoine culturel immatériel en France.

## Présentation
Cette expression est une forme ancienne et répandue en Europe de feux solsticiaux, ou feux de Noël. On ne sait pas exactement de quand datent les festivités liées à la torrèle de Capbreton. Des traces datant d'avant la Révolution française ont cependant été retrouvées, sans donner l'origine exacte de la fête.

### La légende
Cet épisode des feux solsticiaux s'appuie sur une légende bien connue à Capbreton. On raconte qu'une nuit de Noël, apercevant de navires Normands ennemis au large, les villageois décidèrent d'allumer un grand feu et de danser autour. Ainsi, les ombres immenses et bougeant frénétiquement auraient effrayé les Normands, qui firent demi-tour. Depuis ce jour, pour le solstice d'hiver, les habitants de Capbreton allument un grand feu pour se remémorer le triomphe de leurs ancêtres. 

### Le bûcher
Le bûcher est façonné à la manière d’une tour de 3 mètres de hauteur. Il est composé de troncs d'arbres, bois mort et troncs sectionnés. Cette composition lui permet de brûler toute la nuit. Le bûcher est embrasé sur la place de la mairie à la sortie de la messe de minuit, le 24 décembre. C'est une personnalité choisie pour être honorée par la commune qui se charge d'allumer la torrèla. La paroisse participe également en offrant vin chaud et chocolat chaud à la population. 

## Galerie

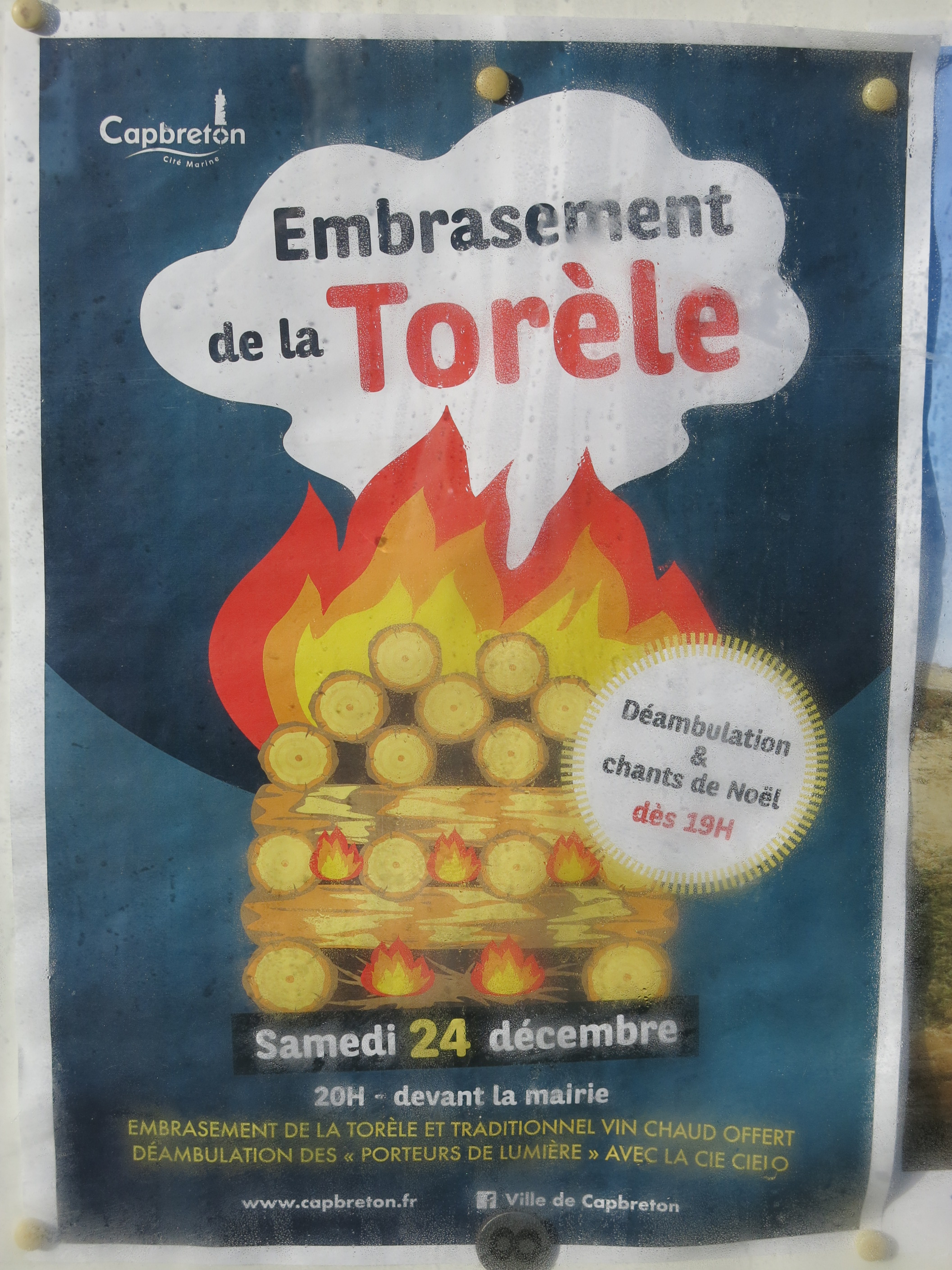
Affiche annonçant l'embrasement de la Torèle.
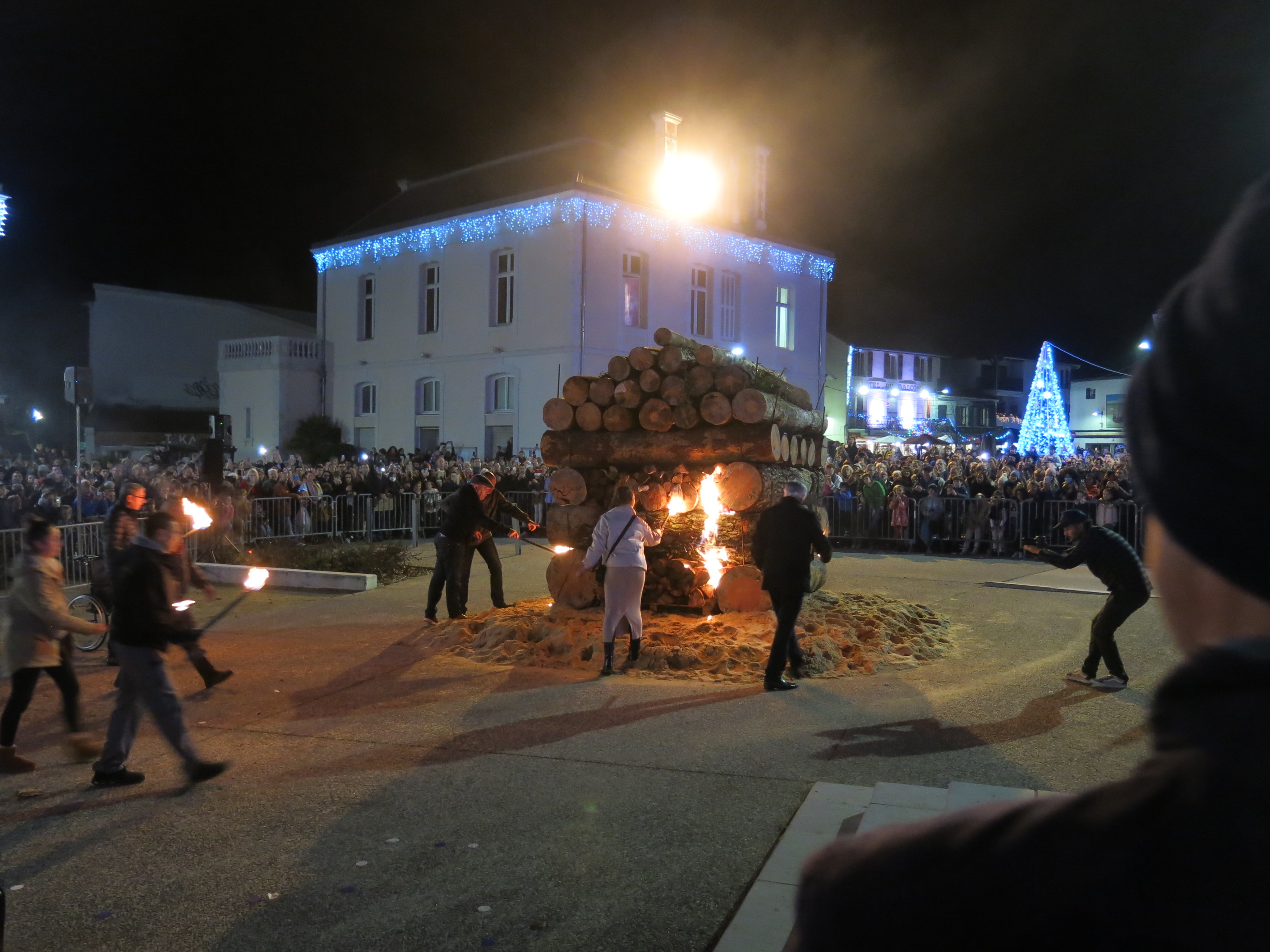
Embrasement de la Torèle le 24 décembre.